# KNVB Beker 2025/26 (mannen)
De KNVB Beker 2025/26, om sponsorredenen officieel de Eurojackpot KNVB Beker genoemd, was de 108de editie van het toernooi om de KNVB Beker. 

## Speeldata
| Ronde                    | Loting            | Speeldata                  |
| ------------------------ | ----------------- | -------------------------- |
| Eerste kwalificatieronde | 15 augustus 2025  | 2 en 3 september 2025      |
| Tweede kwalificatieronde | 5 september 2025  | 23 en 24 september         |
| Eerste ronde             | 26 september 2025 | 28, 29 en 30 oktober 2025  |
| Tweede ronde             | 31 oktober 2025   | 16, 17 en 18 december 2025 |
| Achtste finales          | 19 december 2025  | 13, 14 en 15 januari 2026  |
| Kwartfinales             | 16 januari 2026   | 3, 4 en 5 februari 2026    |
| Halve finales            | 6 februari 2026   | 3, 4 en 5 maart 2026       |
| Finale                   | 6 februari 2026   | 19 april 2026              |

## Wedstrijden

### Kwalificatierondes

#### Eerste kwalificatieronde
AWC - ASWH
TEC - Poortugaal
Juliana '31 - Meerssen
Erp - Dovo
TOGB - UDI’19
Walcheren - Noordwijk
Zwaluwen - SV Urk
Gemert - Huizen
Scheveningen - Staphorst
FC Aalsmeer - HZVV
VVSB - Capelle
De Foresters - Scherpenzeel
ADO’20 - RBC
DZOH - Excelsior’31
UNA - ARC
Hercules - Goes
Hoogeveen - Velocitas
Stedoco - DVS’33
d’Olde Veste - HSC’21
Harkemase Boys - Sparta Nijkerk
Sportlust’46 - Sportclub’25
‘t Zand - Mierlo-Hout
Kozakken Boys - Kampong
Blauw Geel’38 - VVOG
FC Lisse - Westlandia
Kloetinge - DVO
Halsteren - ACV
Heino - Groene Ster
Rohda Raalte - Hollandia
IJsselmeervogels - Genemuiden
Eemdijk - Dongen
Hoek - FC Rijnvogels